# Aqueduc de Salé
L' Aqueduc de Salé (arabe : أقواس سلا), ou Sour al Kouass, est un aqueduc situé au nord de la ville de Salé au Maroc. Il s'étend sur une longueur de 14 kilomètres depuis la forêt de Mamora (plus précisément de Aïn Barka) jusqu'à l'océan atlantique.
La route nationale 1 reliant les deux extrémités nord et sud du royaume du Maroc (Tanger à Lagouira) passe sous cet aqueduc.

## Histoire
L'aqueduc de Salé é été initialement construit à l'époque Almohade, entre 1130 et 1269, avant d'être restauré à l'époque mérinide, sous l'égide du sultan Abou al-Hassan en 1340.
Le but de l'aqueduc était d'alimenter les bâtiments, les jardins, et notamment les médersas et la grande mosquée en eau douce provenant de Aïn Barka située à quelques kilomètres au nord de la ville. Porté sur trois grandes voûtes, l'aqueduc atteignait à l'origine une hauteur considérable de quatre mètres.
A l’époque alaouite, le sultan Moulay Ismaïl l’a fait restaurer et surélever jusqu'à une hauteur de neuf mètres, afin d’élargir les arcs tout en gardant la proportion.